# Xã Sugar Creek, Quận Parke, Indiana
Xã Sugar Creek (tiếng Anh: Sugar Creek Township) là một xã thuộc quận Parke, tiểu bang Indiana, Hoa Kỳ. Năm 2010, dân số của xã này là 322 người.